# Utricularia jamesoniana
Utricularia jamesoniana — вид рослин із родини пухирникових (Lentibulariaceae).

## Біоморфологічна характеристика

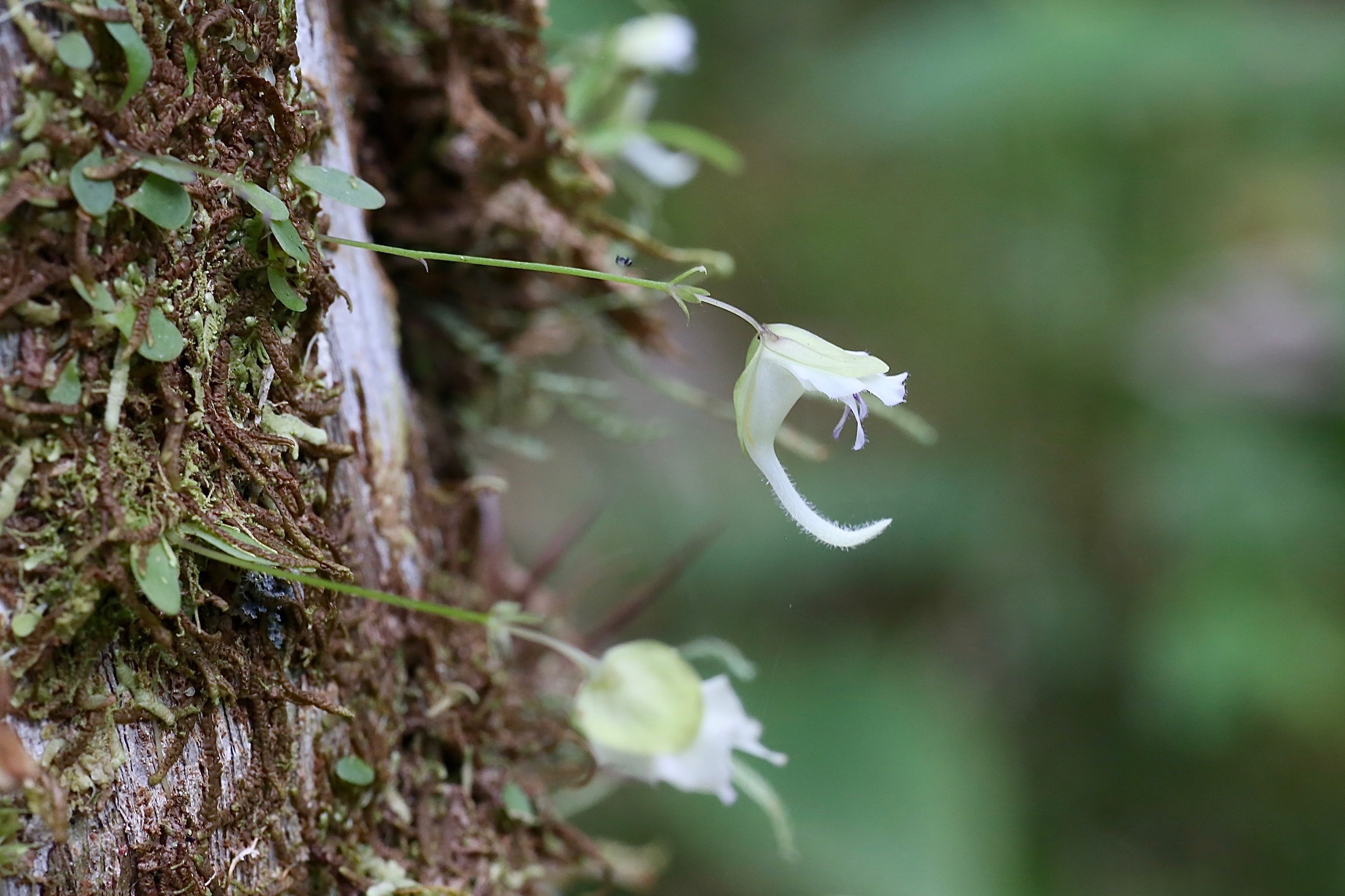
Рослина на стовбурі дерева в Еквадорі

Ця багаторічна епіфітна рослина має зворотно яйцювате листя 7–20 × 2–5 мм. Суцвіття завдовжки 1–10 см. Квітконіжки 2–10 мм завдовжки. Часточки чашечки однакові, широко яйцюваті, 3–10 мм завдовжки. Віночок 10–15 мм у довжину, білий з червоним відтінком і жовтою плямою, залозистий. Плід — довгасто-еліпсоїдна коробочка, 2.5–3 мм у довжину. 

## Середовище проживання
Цей вид має великий ареал у Центральній і Південній Америці та Карибському басейні — Болівія, Бразилія, Колумбія, Коста-Рика, Домініка, Домініканська Республіка, Еквадор, Французька Гвіана, Гваделупа, Гватемала, Гаяна, Мартиніка, Нікарагуа, Панама, Перу, Суринам, Венесуела.
Цей вид зазвичай росте як епіфіт на стовбурах дерев; на висотах від 0 до 2500 метрів.

## Використання
Вид культивується невеликою кількістю ентузіастів роду. Торгівля незначна.